# قائمة البعثات الدبلوماسية في السودان

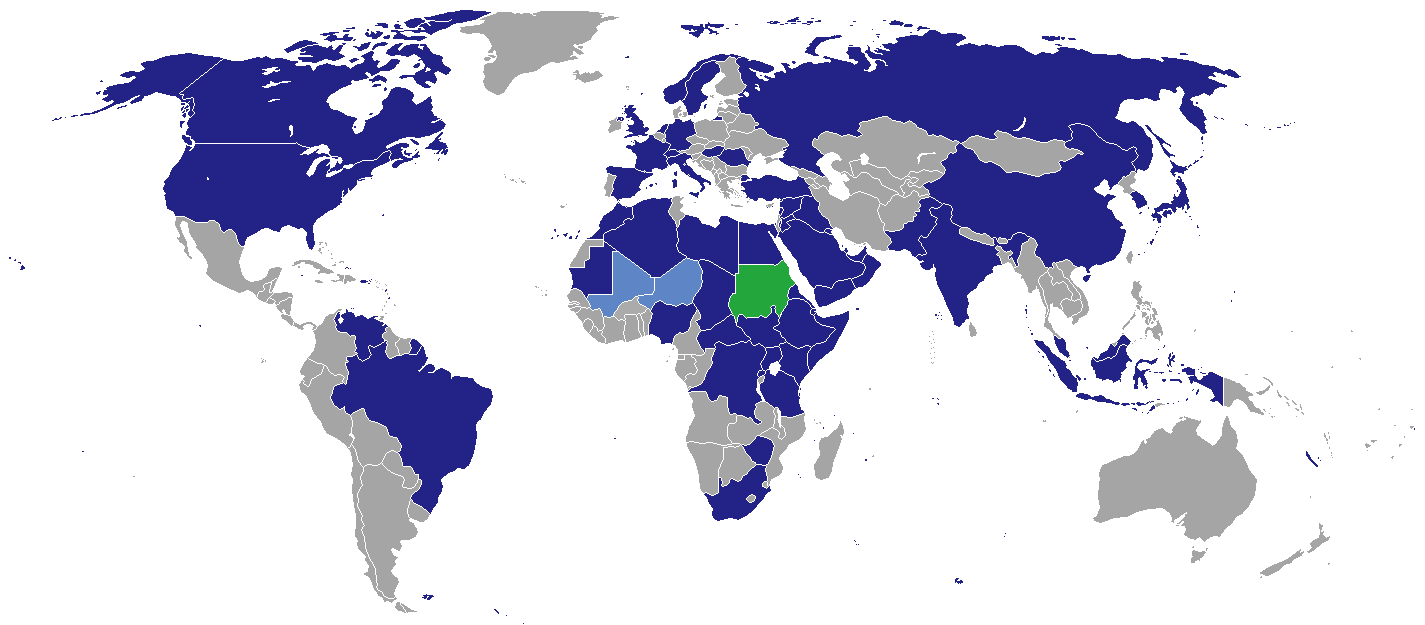
خريطة البعثات الدبلوماسية في السودان

تعرض هذه الصفحة قائمة البعثات الدبلوماسية في السودان. حاليا، توجد في العاصمة الخرطوم 57 سفارة. دول أخرى عديدة لها سفراء معتمدون في السودان، لكن معظمهم يقيم في عواصم دول أخرى. هذه القائمة تستثني القنصليات الفخرية.

## سفارات فيالخرطوم
- الجزائر
- البحرين
- البرازيل
- كندا
- جمهورية أفريقيا الوسطى
- تشاد
- الصين
- جمهورية الكونغو الديمقراطية
- جيبوتي
- مصر
- إريتريا
- إثيوبيا
- فرنسا
- ألمانيا
- اليونان
- الفاتيكان
- الهند
- إندونيسيا
- العراق
- إيطاليا
- اليابان
- الأردن
- كينيا
- الكويت
- لبنان
- ليبيا
- ماليزيا
- المغرب
- هولندا
- نيجيريا
- النرويج
- سلطنة عمان
- باكستان
- فلسطين
- قطر
- رومانيا
- روسيا
- رواندا
- السعودية
- الصومال
- جنوب أفريقيا
- كوريا الجنوبية
- جنوب السودان
- فرسان مالطا
- إسبانيا
- السويد
- سويسرا
- سوريا
- تونس
- تركيا
- تنزانيا
- أوغندا
- الإمارات العربية المتحدة
- المملكة المتحدة
- الولايات المتحدة
- فنزويلا
- اليمن
- زيمبابوي

### بعثات دبلوماسية أخرى في الخرطوم
- الاتحاد الأوروبي (مفوضية)
- مالي (قنصلية عامة)
- النيجر (قنصلية عامة)

## قنصلية فيبورتسودان
- مصر (قنصلية عامة)

## سفارات غير مقيمة
في القاهرة ما لم يذكر خلاف ذلك.
- الأرجنتين[1]
- أستراليا[2]
- النمسا[3]
- بلجيكا[4]
- البوسنة والهرسك[5]
- تشيلي
- كوستاريكا (أبو ظبي)
- الكاميرون[6]
- كولومبيا[7]
- كرواتيا[8]
- كوبا[9]
- قبرص[10]
- التشيك[11]
- الدنمارك[12]
- فنلندا[13]
- غينيا
- غواتيمالا
- غامبيا (أديس أبابا)
- غينيا بيساو (الجزائر العاصمة)
- المجر[14]
- جمهورية أيرلندا[15]
- مالي
- مالطا[16]
- المكسيك[17]
- كوريا الشمالية
- باراغواي[18]
- الفلبين
- بولندا[19]
- البرتغال[20]
- سيراليون
- صربيا[21]
- سلوفاكيا[22]
- السنغال
- تايلاند
- توغو (أديس أبابا)
- تركمانستان (الرياض)
- أوكرانيا[23]
- فيتنام

## سفارات سابقة
- بلغاريا
- إيران

## مقالات متعلقة
- علاقات السودان الخارجية